# Apophänie

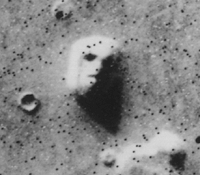
Das „Marsgesicht“ Cydonia Mensae: Bedeutung im Zufall

Apophänie (von altgriechisch ἀποφαίνειν apophaínein ‚zeigen‘, ‚erscheinen‘, ,verwirklichen‘) bezeichnet bei einer Schizophrenie die Erfahrung, scheinbare Muster und Beziehungen in zufälligen, bedeutungslosen Einzelheiten der Umwelt wahrzunehmen.
Der Begriff wurde 1958 von dem Psychiater Klaus Conrad geprägt, der Apophänie als „grundloses Sehen von Verbindungen, begleitet von der besonderen Empfindung einer abnormen Bedeutsamkeit“ definierte. Ursprünglich beschrieb er das Phänomen in Bezug auf Wahrnehmungsverzerrungen, die bei Psychosen vorkommen; doch wird sein Begriff mittlerweile auch auf ähnliche Tendenzen bei Gesunden angewendet, bei denen keine neurologischen oder seelischen Erkrankungen vorliegen.
Die Apophänie ist eine Variante der Clustering-Illusion. Sie ist auch eine Unterform der Pareidolie. So beschränkt sich die Apophänie auf deren Aspekt, in eine Zufallsstruktur etwas „hineinzusehen“, wohingegen die Pareidolie auch die (aktiv) „gesuchten“ Wahrnehmungen beinhaltet.

## Neurologische und psychiatrische Interpretation von Peter Brugger
Der Zürcher Neuropsychologe Peter Brugger vermutet einen neurologischen Mechanismus, der uns zwingen würde, in zufälligen Daten, etwa Wolkenformen oder akustischem Rauschen, sinnvolle Bedeutungen zu empfinden. Speziell die rechte Hemisphäre des Gehirns erzeuge zu jeder Beobachtung semantische Assoziationen. Dies sei eine Hauptquelle menschlicher Kreativität. Alfred Wegeners Kontinentaldrift-Theorie sei beispielsweise entstanden, weil Wegener durch die übereinstimmenden Küstenlinien von Afrika und Südamerika irritiert worden sei. Besonders zeitliche Koinzidenzen erzeugten fast unabweisbare Verbindungen. Bruggers Ansicht nach sei es schwierig, wenn nicht gar unmöglich, echten „Zufall“ als solchen wahrzunehmen. Für die Stärke des Effekts spiele die Persönlichkeit der Versuchspersonen eine wichtige Rolle; insbesondere Personen, die nach Selbsteinschätzung stark an paranormale Phänomene glauben, beschrieben demnach mehr Übereinstimmungen zwischen zufällig zusammengestellten Bildpaaren.
Paranoide Psychosen wiederum lassen diesen Mechanismus außer Kontrolle geraten. Brugger beschreibt die Psychose des schwedischen Autors August Strindberg, der z. B. in herabgefallenen Zweigen griechische Buchstaben sah, die ihm Mitteilungen machten (Okkultes Tagebuch, 1888).
Apophänien auf der kognitiven Ebene, die als Urteilsheuristiken der Komplexitätsreduktion dienen, nennt man auch illusorische Korrelationen.

## Kunst
Postmoderne Autoren und Regisseure haben mit apophänen Vorgängen – paranoid veränderte Erinnerungen, unklare Verschwörungen – gearbeitet, z. B. Vladimir Nabokovs Zeichen und Symbole (1948), Thomas Pynchons Die Versteigerung von No. 49 (1966), Umberto Ecos Der Name der Rose (1980) und Das Foucaultsche Pendel (1988), William Gibsons Mustererkennung (2003), Arturo Pérez-Revertes Der Club Dumas (1993) und die Kinofilme Fletcher’s Visionen (1997), π (1998) und A Beautiful Mind – Genie und Wahnsinn (2001). Da die Nacherzählung eines der wichtigsten Werkzeuge unseres Verstandes ist, um die Realität zu erfassen, gibt es Überschneidungen zwischen Apophänie und Erinnerungsfehlern wie dem Rückschaufehler. Da die Mustererkennungen durch Pläne, Ziele und Ideologien beeinflussbar und eher ein Gegenstand der gemeinsamen Weltanschauung als eine einsame Selbsttäuschung sind, wird der Beobachter beim Versuch, Diagnosen zu stellen und Apophänien zu erkennen, in Deutungskonflikte geraten.
In der Bildenden Kunst wird der Begriff der Apophänie auf einen kreativen Schaffungsprozess bezogen, bei dem zufällige Muster und Flecke mit Strukturen assoziiert und darüber Motive ausgearbeitet werden. Diesen Motiven einer Pareidolie wird sodann eine nicht innewohnende Bedeutung durch Gedichte, Textfragmente oder Titel zugewiesen. So schreibt Justinus Kerner 1857 über seine Klecksographien:

„Tintenkleckse (schwäbisch Tintensäue), die auf der Seite des Falzes […] eines zusammengelegten Papiers gemacht werden, geben […], kraft ihrer Doppelbildung, die sie durch ihr Zerfließen und Abdruck auf dem reinen Raume der anderen Seite der Linie erhalten, der Phantasie Spielraum lassende Gebilde der verschiedensten Art. Bemerkenswert ist, dass solche sehr oft den Typus längst vergangener Zeiten aus der Kindheit alter Völker tragen, wie zum Beispiel Götzenbilder, Urnen, Mumien und so weiter. Das Menschenbild wie das Tierbild tritt da in den verschiedensten Gestalten aus diesen Klecksen hervor, besonders sehr häufig das Gerippe des Menschen. Wo die Phantasie nicht ausreicht, kann manchmal mit ein paar Federzügen nachgeholfen werden, da der Haupttypus meistens gegeben ist. So kann zum Beispiel ein Menschenbild in seiner ganzen Gestalt und Bekleidung herauskommen, jedoch vielleicht ohne Kopf, Hand und so weiter, wo […] hie und da das Fehlende leicht zu ersetzen ist. Bemerkt muss werden, dass man nie das, was man gern möchte, hervorbringen kann und oft das Gegenteil von dem entsteht, was man erwartete. […] Zu bemerken habe ich auch noch, dass diese Bilder natürlich nicht nach dem Texte, sondern dass der Text nach ihnen gemacht wurde, und so möge auch der Leser und Betrachter dieser Blätter sie und ihre Erklärung in Versen mit Nachsicht aufnehmen.“

Dieser mit Apophänie arbeitende Schaffensvorgang bedeutet die Umkehrung des Illustrationsprozesses: Nicht Texte werden bebildert, sondern aus Motiven, die sich im Tun erst konkretisieren, entstehen Geschichten. Der apophänische Künstler begibt sich auf Gratwanderung zwischen Realität und Phantasiewelten. Im Gegensatz zu Menschen, die unter Schizophrenie leiden, kann ein Künstler neue Welten durch die Kraft der freien Assoziation entstehen und sich von ihnen überwältigen lassen, ohne dass sie seinen Alltag auf destruktive Art beherrschen.